# 모리 (토크쇼)
모리(Maury)는 모리 포비치가 진행했던 미국의 퍼스트 런 신디케이션 토크 쇼이다. 1991년 9월 9일부터 2022년 9월 8일까지 31시즌 동안 방영되었으며, 총 5,545개의 에피소드가 방송되었다. 이 쇼는 참가자들이 아이의 아버지인지 아닌지를 판별하는 DNA 친자 확인 검사를 자주 다루었다.
이 쇼는 모포 프로덕션과 파라마운트 도메스틱 텔레비전이 공동 제작했다. 이 쇼는 1995-1996 시즌부터 비공식적으로 모리라는 제목을 사용하기 시작했지만, 원래 제목은 1998년 스튜디오 USA(현재 NBC유니버설)가 제작을 맡아 공식적으로 모리로 이름이 변경될 때까지 유지되었다. 모포 프로덕션은 쇼의 나머지 기간 동안 NBC유니버설과 공동 제작을 계속했다. 이 시리즈의 처음 18시즌 동안은 뉴욕의 그랜드 볼룸에서 촬영되었으며, 2009년부터 2022년 종영까지는 스탬퍼드의 리치 포럼(스탬퍼드 미디어 센터라고도 불림)에서 NBC의 다른 신디케이션 프로그램과 함께 촬영되었다.
31시즌 동안 방영된 모리는 미국 역사상 단일 진행자가 진행한 가장 오랫동안 방영된 주간 토크쇼이다.

## 제작

### 구상 및 개발
모리 출시 전에는 주요 시장의 지역 뉴스 및 타블로이드 저널리즘 분야에서 활동했던 포비치는 각 에피소드와 이야기를 언론인으로서 진지하게 다루었다. 쇼의 연극적인 요소와 오락적인 요소에도 불구하고, 그가 다룬 각 이야기는 실제 사람들과 실제 생활의 결과와 관련되어 있었다고 언급했다. 그는 특히 남성들이 친자 관계를 인정하고, 자녀의 삶에 참여하며, 어머니와 재결합하여 안정적인 핵가족을 이루는 사례에 자부심을 느꼈다. 포비치가 친자 확인 검사에 집중한 것은 핵가족의 미덕에 대한 그의 확고한 신념과 자녀의 삶에 부모 모두가 참여하는 것이 자녀에게 가장 좋다는 그의 입장에서 비롯되었다.
이 쇼는 또한 포비치가 이전에 어 커런트 어페어와 친자 관계와 관련된 스토리 아크에 자주 초점을 맞춘 연속극 형식에서 영감을 받았다. 포비치는 쇼가 연속극이 몇 달 또는 몇 년이 걸리는 것을 "12분 안에" 해낼 수 있다고 느꼈다.

### 주제 선정
모리는 31시즌 동안 십대 임신, 성적 불륜, DNA 친자 확인 검사 결과, 특이한 질병, 변신, "통제 불능" 십대, 트랜스젠더 개인, 정자 절도, 비만 아동, 가정폭력, 난쟁이, 집단 따돌림, 성추행, 강간, 모살, 납치, 아동 학대, 특이한 공포 장애 등 다양한 문제를 다루었다. 이러한 에피소드 촬영 후, 게스트들은 방송과 모리 웹사이트를 통해 진행 상황이 추적되었다. 시간이 지남에 따라 쇼는 시청자들에게 가장 인기가 많았던 불륜과 친자 확인 검사를 기반으로 한 이야기를 더 많이 포함하도록 초점을 좁혔다.
과거 게스트들의 근황을 다루는 에피소드는 일년 내내 주기적으로 방영되었다. 게스트들은 직접 출연하거나 영상 메시지를 통해 모리에게 현재 상황을 알려주었다. 매 시즌 말에는 모리가 그 해의 가장 기억에 남는 게스트 10명을 선정하여 각 게스트의 근황을 함께 공개했다.
시카고 트리뷴의 스티브 존슨은 전형적인 에피소드 주제를 "기저귀를 차고 돌아다니는 비만 아동; 도발적으로 옷을 입거나 부트 캠프에 보내진 십대 소녀들"이라고 묘사했다.

## 방송 역사 및 출시
처음 18시즌 동안 모리 에피소드는 뉴욕 호텔 펜실베이니아의 그랜드 볼룸에서 연속으로 촬영되었다. 이 스튜디오는 1998년 《인민 법정》이 스튜디오를 이전하기 전까지, 그리고 2002년 《더 샐리 제시 라파엘 쇼》가 취소될 때까지 호텔 펜실베이니아의 시설을 공유했다.
2007년부터 NBC의 소유 및 운영 방송국은 모리를 방영하지 않았다.
2009-10 시즌부터 제작은 뉴욕시에서 스탬퍼드로 이전되었으며, 이곳 스탬퍼드 미디어 센터에서 제리 스프링거와 스티브 윌코스 쇼와 함께 시리즈가 촬영되었다. 이러한 이전은 코네티컷 주가 이 세 시리즈의 제작을 주 내로 옮길 경우 NBC에 세금 공제 혜택을 제공했기 때문이기도 하다. 대형 오버헤드 크레인이 쇼 촬영을 위한 전환 시 중앙 배경을 들어 올리는 데 사용되었다. 한 쇼에서 다른 쇼로 스튜디오 세트를 전환하는 데 약 3시간과 약 15명의 데코레이터 및 전기 기술자가 필요했다. 게스트가 모리 쇼에서 무대 뒤로 달려갈 때 스티브 윌코스나 제리 스프링거 세트 소품이 시야에 들어오는 것이 매우 흔했다.
2012년 9월 14일, 15번째 시즌 첫 방송부터 모리 에피소드는 와이드스크린으로 방영되기 시작했지만, 고화질은 아니었다. 2014년 9월 15일, 17번째 시즌부터 모리 에피소드는 고화질로 방영되기 시작했다. 2014년 10월, 모리는 2018년 9월까지 재계약되었다. 2018년 6월, 모리는 2019-2020 TV 시즌까지 다시 재계약되었다.
2020년 3월, 모리는 2021-2022 시즌까지 재계약되었다. 2021년 12월에는 쇼가 다음 봄에 종료될 것이라고 보도되었다. 2022년 3월, 당시 83세였던 포비치는 2021-22 시즌을 끝으로 방송계에서 은퇴한다고 발표했다. NBC유니버설은 카라모 브라운(최종 시즌 동안 여러 모리 에피소드에서 게스트 진행을 맡았던)이 진행하는 대립 쇼를 해당 시간대에 방영하기 위해 방송사에 제안했으며, 모리 재방송은 방송사에 계속 제공될 예정이다. 2022년 6월 회고록에서 포비치는 로스앤젤레스 타임스의 그렉 브랙스턴과 자신의 경력에 대해 논의하며, 자신의 경력 동안 하고 싶었던 모든 것을 성취했고, 모리로 이룬 것에 자부심을 느끼며(특히 주간 TV 시청률이 급격히 줄어들던 시기에 쇼의 시청률을 유지한 것에 대해), 더 이상의 TV 프로젝트에 대한 욕구는 없다고 언급했다. 모리의 마지막 에피소드는 2022년 9월 8일에 방영되었으며, 그 이후로 계속 재방송이 신디케이션되고 있다.
이 쇼는 방송 역사상 단일 진행자가 진행한 가장 오랫동안 방영된 주간 토크쇼이다.

## 콘텐츠 편집
이 시리즈는 FCC의 음란죄 및 불량 규정을 충족하기 위해 편집되었으며, 여기에는 욕설에 대한 삐 소리 처리 및 노출에 대한 모자이크 처리가 포함된다. 그러나 다른 검열도 이루어진다. 시리즈는 의도적으로 게스트들이 성을 사용하지 않도록 했는데, 이는 주로 미성년자와 외부 제3자의 보호를 위함이며, 게스트(쇼의 전문가 로테이션 제외)가 성을 언급하는 경우 이 정책에 따라 삐 소리 처리된다. 또한, 라이벌/동반 시리즈인 제리 스프링거 쇼와 달리 "무편집" 버전은 존재하지 않는다. 제리 스프링거 쇼는 무수정 콘텐츠를 홈 비디오로 공개적으로 마케팅했다.

## 인턴십 홍보 및 텔레마케팅
모리 쇼에서 널리 알려진 두 가지 광고 방식은 인턴 채용 및 "가치 있는 제안"의 유혹으로 시청자에게 전화 설문조사를 하는 것과 관련이 있다. 후자는 쇼 디보스 코트에서도 사용되는 홍보 전략이다.
이 쇼는 사내 "인턴 프로그램"을 홍보하며, 대학생들이 지원하도록 장려하는 것으로 알려져 있다. 2010년 미국 교육부 보고서는 다음과 같이 지적했다.
토크쇼 "모리"는 교육부가 후원하는 정부 프로그램을 남용하고 있습니다. 이 제작사는 인턴에 대한 엄청난 수요가 있음을 증명하려고 하며, 수백 개의 다른 고등 교육 기관으로부터 지원서를 모집했습니다. 인턴은 거의 고용되지 않았지만, 제작사는 다수의 인턴십이 부여되었다는 주장에 따라 여러 조항에 따라 정부 자금을 신청했습니다.
모리는 다른 여러 주간 프로그램과 마찬가지로 전화 설문조사 코너를 가졌다. 이 기능은 일부 사람들로부터 비판을 받았다. 설문조사에는 제3자 "가치 있는 제안"이 포함되어 어떤 종류의 제품 구매를 제안할 수 있지만, 두 낫 콜 리스트를 우회하여 텔레마케터에게 진입로를 제공할 수도 있기 때문이다. 이는 기술적으로는 통화 허용으로 간주되어 텔레마케팅 업계에서 사용하는 '전화 걸기 허용' 목록에 전화 번호가 등록될 수 있다.

## 반응

### 비평가 반응
NPR의 회고 평가는 이 쇼를 정형적이지만 "장벽을 허무는" 쇼로 묘사했으며, 포비치의 은퇴를 "특정 브랜드의 극도로 저질스러운 주간 TV 시대의 종말"이라고 표현했다. 2022년 바이스의 케이티 베인은 이 쇼를 "초현실적이고 최면적인 텔레비전"이라고 불렀고, 여전히 신디케이션 토크쇼 1위를 유지했지만 일부 비판을 받았다고 언급했다. 2013년 팝매터스의 캐리 오델은 초기 시즌의 "기분 좋은" 내용에 비해 친자 확인 논란에 대한 집중이 증가한 것에 대해 이 쇼를 비판하며, "다른 유형의 내용은 거의 버리고 검사와 그에 따른 큰 공개 순간만을 선호했다. 드래그 퀸, 놀라운 가족 상봉 등은 사라졌다"고 썼다.
일부 비평가들은 모리 쇼가 제리 스프링거와 같은 다른 유사한 토크쇼보다 더 나쁘다고 비난한다. 이러한 쇼와 마찬가지로, 이 쇼는 시청자들의 오락을 위해 게스트들의 심각한 문제를 이용하지만, 진정성 없는 동정심으로 다룬다. 휘트니 매티슨은 USA 투데이 칼럼에서 이 쇼에 대해 다음과 같이 썼다. "포비치 쇼는 의심할 여지 없이 텔레비전에서 최악의 프로그램이다. 끝. 단정한 셔츠와 주름 잡힌 카키바지에 속지 마라; 모리는 제리 스프링거보다 훨씬 더 하수구에 가깝다."

### 문화적 영향
2013년 9월 23일에 첫 방송된 법정 쇼 친자 확인 법정은 모리 쇼에서 영감을 받았다.
이 쇼는 2012년 9월 17일에 첫 방송된 스핀오프 트리샤 고다드 쇼를 탄생시켰다.

### 수상 및 후보
| 시상식              | 연도 | 부문                       | 후보                                    | 결과 | Ref.   |
| ------------------- | ---- | -------------------------- | --------------------------------------- | ---- | ------ |
| GLAAD 미디어 어워드 | 2005 | 최우수 토크쇼 에피소드     | "나는 여자로 태어났지만... 오늘은 남자" | 후보 | [ 21 ] |
| 데이타임 에미상     | 2017 | 최우수 토크쇼 엔터테인먼트 | 모리                                    | 후보 | [ 22 ] |

## 내용주
1. ↑  이 쇼의 원래 제목은 더 모리 포비치 쇼였다.
2. ↑  시상식이 열린 연도를 나타냄